# Grande-Bretagne aux Jeux paralympiques d'été de 2020
La Grande-Bretagne participe aux Jeux paralympiques d'été de 2020, à Tokyo au Japon. Initialement prévus du 25 août au 6 septembre 2020, se déroulent du 24 août au 5 septembre 2021. Le report, approuvé par le Comité international paralympique à la demande du Japon et annoncé le 24 mars 2020, est, comme pour les Jeux olympiques, dû à la pandémie de Covid-19, Elle y remporte cent vingt-quatre médailles : quarante-un en or, trente-huit en argent et quarante-cinq en bronze, se situant à la deuxième place des nations au tableau des médailles. La délégation britanniques regroupe 227 sportifs.